# Mary Thomas

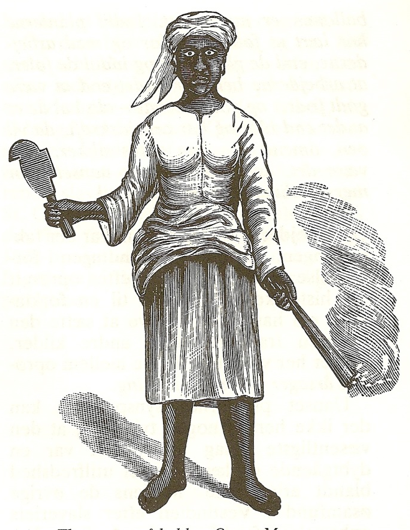
"Queen" Mary Thomas, avbildad med en fackla och en kniv som används för att skörda socker. Från Charles E. Taylors bok "Leaflets from the Danish West Indies" (1888).

Mary Thomas, känd som Queen Mary, född ca 1848, död 1905, var en av ledarna i arbetarupproret 1878 på Saint Croix.
Mary Thomas var från Antigua och anlände till Saint Croix på 1860-talet för att ta arbete på plantagerna där. När upproret började 1878 bodde hon vid Sprat Hall-plantagen.  
Efter upproret dömdes Mary Thomas till fängelse. Hon avtjänade delar av sitt straff i Danmark.  
2018 gjorde konstnärerna Jeannette Ehlers och La Vaughn Belle en staty av Mary Thomas, med namnet "I am Queen Mary", vilken var den första offentliga statyn av en svart kvinna i Danmark.